# Bingumgaste
Bingumgaste gehört zum Ortsteil Bingum und ist damit Teil der Stadt Leer/Ostfriesland.

## Geschichte
Es findet sich zum ersten Mal auf einer Karte von 1589 als „Binningergast“ eingezeichnet. Es handelt sich dabei um zu Bingum gehörende Getreideäcker, die auf einer erhöhten Geestinsel westlich der Ortschaft Bingum liegen. 1823 gab es hier 27 Feuerstellen mit 151 Einwohnern. 1848 waren es bei gleicher Einwohnerzahl 21 Wohngebäude. Ende 2008 lebten 53 Einwohner in Bingumgaste in 23 Wohngebäuden.

## Einhaus/Eenhus
Einhaus wird 1823 zum ersten Mal urkundlich erwähnt und 1824 auch als „Eenhus“ bezeichnet. Es liegt am Weg von Bingumgaste durch den Hammrich nach Weener und bedeutet „einzelnes Haus“ wohl in Abgrenzung zu den beiden anderen Wohnplätzen an diesem Weg, die „Dreehusen“ und „Tweehusen“ heißen und zur Stadt Weener gehören. 1823 gab es hier sechs Einwohner, 1848 waren es vier.